# Your Smiling Face
Your Smiling Face è un brano musicale scritto e interpretato dal cantautore statunitense James Taylor, pubblicato nel 1977 come singolo estratto dal suo album JT.

## Tracce
- 7"

1. Your Smiling Face
2. If I Keep My Heart Out of Sight